# Володимир Семенович Шолохов
Володимир Семенович Шолохов (20 вересня 1939, м. Старобільськ, Луганська область, Україна — 2 вересня 2012, м. Луцьк, Волинська область) — український контрабасист, диригент, основоположник контрабасової школи на Волині.

## Дитинство та юність
Мати Володимира Семеновича, Катерина Федорівна Будко, співала у церковному хорі, на репетиції якого він часто потрапляв ще дитиною. Вперше музичні здібності у Володимира виявив регент церковного хору. Контрабас не одразу викликав у тоді ще юного музиканта інтерес. Спочатку Володимир хотів займатися грою на фортепіано, але так як не було можливості придбати інструмент для домашніх занять, Володимир починає вивчати контрабас.
Володимир закінчує музичну школу та вступає на навчання в Одесу. Місто приязно зустріло юного музиканта, навчання давалося легко, але Володимир Семенович хотів бути ближче до сім'ї, тому вступив до Харківської консерваторії. В кінці першого курсу навчання, в Харківській філармонії оголошують відкритий конкурс на вакантне місце артиста симфонічного оркестру групи контрабасів. Володимир Семенович не довго думаючи бере участь у конкурсі і виграє його. З цього моменту і почалось становлення музиканта. Паралельно Володимир навчається на кафедрі оперно-симфонічного диригування, працює в симфонічному оркестрі Харківської філармонії, дає сольні концерти.

## Луцьк
Більшу частку свого життя Володимир Шолохов проведе в Луцьку. Під час проживання та роботи в Харкові, Володимиру запропонують диригувати оркестром в Луцьку.
Молодий музикант розцінює це як пригоду, і легко погоджується. За таким збігом обставин в Луцьку він зустрічає свою майбутню дружину, на той момент випускницю Луцького Державного Музичного училища, піаністку — Катерину Миколаївну Терешко (в майбутньому Шолохова).
Молодий, та амбіційний Володимир, швидко завоював серце Катерини, і згодом подружжя працювало пліч о пліч. 8 жовтня 1969 року, у подружжя народилася донька — Ксенія, яка в майбутньому пішла по стопам батьків, та закінчила Львівську державну консерваторію та стала піаністкою та композиторкою.
28 травня 1981 року в подружжя народилася молодша донька Юлія.
На жаль, 24 листопада 1998 року, через тяжку хворобу, її земний шлях закінчився.

## Робота
Більшість свого часу, Володимир Шолохов викладав в Волинському державному музичному училищі. Під його орудою, в музичний світ вийшло безліч професіоналів, які наразі працюють як в Україні, так і представляють Українську контрабасову школу за кордоном по всьому світу. Також Володимир Шолохов був художнім керівником та диригентом камерного ансамблю «Кантабіле». Працював у заслуженому народному ансамблю пісні й танцю «Колос».